# 寒風山テレビ中継局

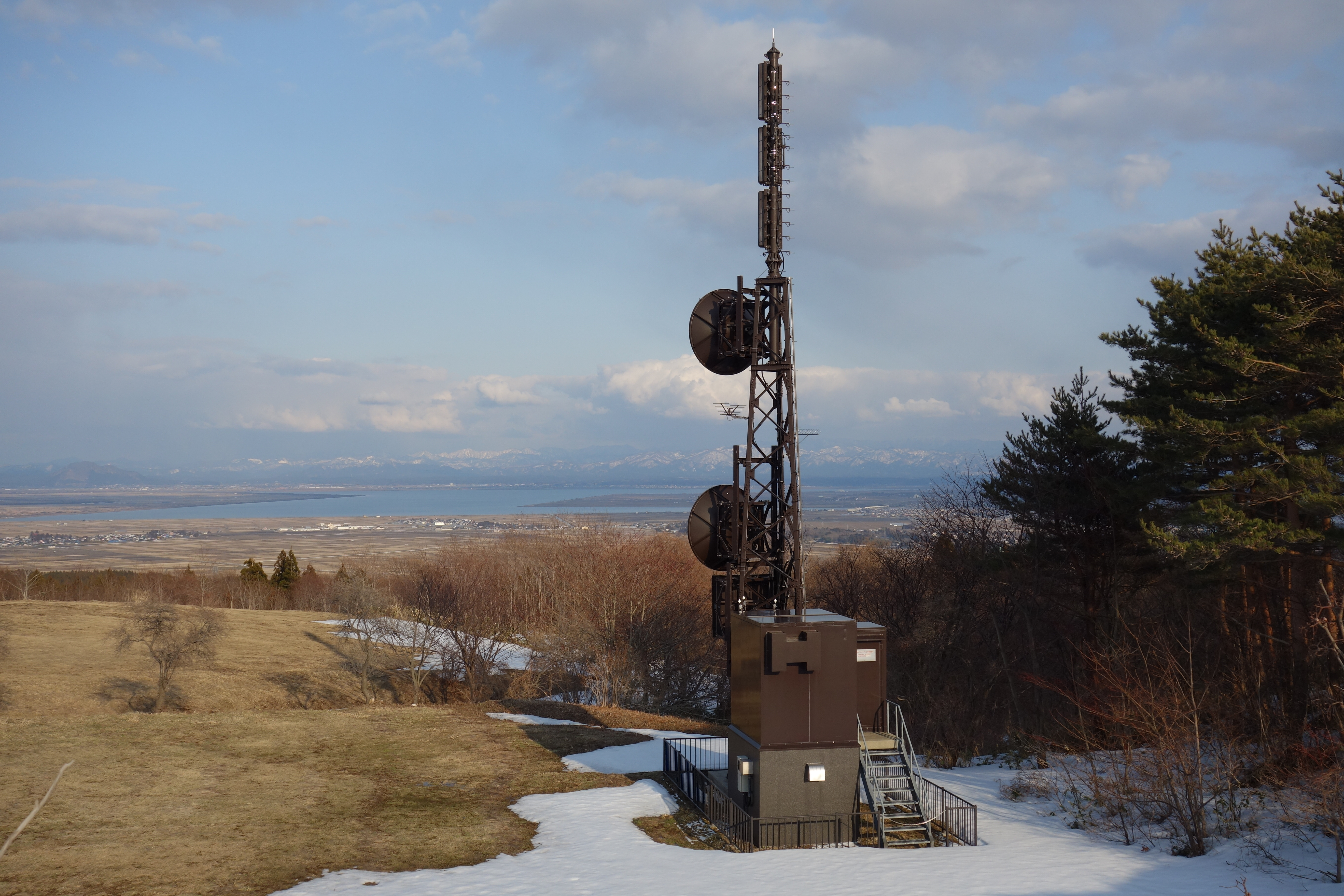
寒風山テレビ中継局

寒風山テレビ中継局（かんぷうざんテレビちゅうけいきょく）は、秋田県男鹿市の寒風山に置かれているデジタルテレビ中継局である。寒風山山頂の南にある寒風山レストハウス駐車場の脇に設置されている。

## 概要
- 当中継局は、秋田県では初のデジタル単独中継局である。
- 秋田テレビと秋田朝日放送は設置されていないが、当中継局受信エリア内全域で秋田送信所でカバーされている。そのため秋田本局と新潟県・弥彦山親局が同一周波数となっているNHK秋田放送局と秋田放送の秋田本局デジタル混信対策のための中継局となっている。
- なお、秋田テレビと秋田朝日放送は、中継局を置いていないが、秋田送信所や2011年12月1日に開局した五里合中継局を受信することになる。

## 中継局概要
| リモコンキーID | 放送局名          | 物理チャンネル | 空中線電力 | ERP | 放送対象地域 | 放送区域内世帯数 | 開局日         |
| 1              | NHK秋田総合テレビ | 28ch           | 3W         | 33W | 秋田県       | 約1万8500世帯    | 2008年12月19日 |
| 2              | NHK秋田教育テレビ | 14ch           | 3W         | 33W | 全国         | 約1万8500世帯    | 2008年12月19日 |
| 4              | ABS秋田放送       | 30ch           | 3W         | 33W | 秋田県       | 約1万8500世帯    | 2009年2月27日  |

- NHKデジタルテレビ中継局は、2008年6月26日に予備免許交付、10月下旬から試験放送開始、12月18日に本免許交付。
- ABSデジタルテレビ中継局は、2008年11月20日に予備免許交付、2009年1月下旬から試験放送開始、2009年2月18日に本免許交付。

## 放送エリア
- 潟上市・男鹿市・南秋田郡八郎潟町・南秋田郡井川町・南秋田郡大潟村・南秋田郡五城目町・山本郡三種町・秋田市（一部を地域除く）。